# Adolf Carl Noé
Adolf Carl Noé, de nacimiento Adolf Carl Noé von Archenegg, (nació el 28 de octubre de 1873 – fallece el 10 de abril de 1939) fue un paleobotánico australiano. Es reconocido como el primero en identificar las bolas de carbón en los Estados Unidos en 1922, lo que renovó el interé en el tema. También desarrolló un método para realizar peladuras en las bolas de carbón, utilizando nitrocelulosa. Muchos de los materiales paleobotánicos pertenecientes a la Universidad de Chicago en el Walker Museum, fueron por el mismo Noé, quien a su vez, era curador de plantas fósiles. Además, Noé fue un nvestigador asociado del Field Museum of Natural History, donde asistió con su reconstrucción de un bosque carbonífero.

## Educación
De 1884 a 1887, Noé asistió a la Universidad de Graz para estudiar paleobotánica bajo la guía de Constantin von Ettingshausen. A la muerte de Ettinghausen, Noé se muda a Alemania en 1987, solicitando su transferencia a la Universidad de Göttingen
En 1899 se muda a los Estados Unidos y comienza a trabajar en la Universidad de Chicago. En 1900 obtiene el título de Bachelor of Arts. En 1901, se muda a California para enseñar alemán en la Universidad Stanford. Para 1905, Noé obtiene un doctorado en literatura y lenguaje alemán.
Cerca del fin de la Primera Guerra Mundial, Noé removió "von Archenegg" de su nombre, para así evitar el antigermanismo. Incluso, dejó de enseñar alemán para investigar en la paleobotánica, debido al exceso de personal y el desinterés del público en los cursos de alemán.